# Redoffice kontorsupermarked
 Der er for få eller ingen kildehenvisninger i denne artikel, hvilket er et problem. Du kan hjælpe ved at angive troværdige kilder til de påstande, som fremføres i artiklen.

Redoffice kontorsupermarked er en kontorforsyningskoncern, der leverer kontor- og IT-løsninger til både private og offentlige virksomheder såvelt som privatkunder. Virksomheden blev grundlagt i 1997 og har hovedkontor i Randers, Danmark. Redoffice kontorsupermarked har 20 fysiske butikker og to webshops fordelt af deres 2 afdelinger, Daarbak Redoffice og Redoffice Konpap, hvoraf Daarbak ejer 15 af de 20 afdelinger. Redoffice tilbyder en bred vifte af produkter og tjenester inden for kontor- og IT-området, herunder hardware, software, printere, kopimaskiner, netværksløsninger, sikkerhedsprodukter, arkiveringssystemer og meget mere. Virksomheden har også specialiseret sig i at levere skræddersyede løsninger til kunder, der har specifikke behov til deres kontor. Butikkerne er fordelt i henholdsvis Horsens, Randers, Odense, Aarhus, Aalborg, Roskilde, Vejle, Viborg, Skive, Holstebro, Nykøbing Mors og Thisted hvoraf Redoffice Konpap også har en fysisk butik på Grønland.  
| By            | Årstal | Adresse                            |
| ------------- | ------ | ---------------------------------- |
| Horsens       | 1981   | Sønderbrogade 27-29, 8700 Horsens  |
| Odense        | 2006   | Grønløkkevej 6, 5000 Odense C      |
| Randers       | 2002   | Toldbodgade 7, 8900 Randers C      |
| Roskilde      | 2003   | Ro's Have 13, 4000 Roskilde        |
| Vejle         | 2006   | Sjællandsgade 12, 7100 Vejle       |
| Webshop       | 2013   | Søren Frichs Vej 3, 8000 Aarhus C  |
| Aalborg       | 2011   | Håndværkervej 1, 9000 Aalborg C    |
| Aarhus        | 1998   | Søren Frichs Vej 3, 8000 Aarhus C  |
| Thisted       | 1983   | Industrivej 20, 7700 Thisted       |
| Nykøbing Mors | N/A    | Jernbanegade 6, 7900 Nykøbing Mors |
| Skive         | N/A    | Viborgvej 6B, 7800 Skive           |
| Viborg        | N/A    | Vognmagervej 10, 8800 Viborg       |
| Holstebro     | N/A    | Lægårdsvej 91, 7500 Holstebro      |